# Svezia ai XVII Giochi olimpici invernali
La Svezia partecipò ai XVII Giochi olimpici invernali, svoltisi a Lillehammer, Norvegia, dal 12 al 27 febbraio 1994, con una delegazione di 84 atleti impegnati in dieci discipline.